# Birgit Richter
Birgit Richter (Dortmund, 1971) é uma matemática alemã, que trabalha com topologia algébrica. É professora de matemática na Universidade de Hamburgo.
Estudou matemática de 1991 a 1997 na Universidade de Bonn, onde obteve um doutorado em 2000, com a tese Taylorapproximationen und kubische Konstruktionen von Gamma-Moduln. De 2000 a 2005 foi Wissenschaftlicher Assistent na Universidade de Bonn, chamada em 2005 para uma cátedra na Universidade de Hamburgo. É juntamente com Vicente Cortés Managing Editor do periódico Abhandlungen aus dem Mathematischen Seminar der Universität Hamburg; também faz parte do corpo editorial do Annals of K-Theory.

## Publicações selecionadas
- Realizability of algebraic Galois extensions by strictly commutative ring spectra, gemeinsam mit Andy Baker. Transactions of the American Mathematical Society 359, 2007, 827–857. Preprint
- Ring completion of rig categories, gemeinsam mit Bjørn Ian Dundas, John Rognes und Nils Baas, Journal für die reine und angewandte Mathematik, 674, 2013, 43–80.  Preprint
- On the homology and homotopy of commutative shuffle algebras, Israel Journal of Mathematics 209 (2) 2015, 651–682. Preprint